# DVB-S
DVB-S és l'acrònim de Digital Video Broadcasting-Satellite. Aquest estàndard per televisió digital per satèl·lit és, sens dubte, el més àmpliament utilitzat i possiblement el seu èxit ha estat el causant de la implantació de la resta de sistemes DVB. Actualment està utilitzant-se en tots els continents per proveïdors de serveis. A Europa és l'únic sistema de televisió digital per satèl·lit implantat.
Podem considerar que el sistema DVB-S parteix de la trama de transport de dades proporcionada per l'MPEG-2, introduint diverses capes de protecció al senyal per adequar-la a les característiques del canal pel que s'ha de transmetre. Les successives etapes en les quals s'introdueixen noves característiques a la trama de transport es resumeixen tot seguit: 
- (a) Inversió dels bits de sincronisme en un de cada vuit paquets de la trama de transport. Cada paquet de la trama de transport és de 188 bytes, el que significa que la inversió de signe en els bits de sincronisme es repeteix cada 1504 bytes.

- (b) Inserció d'un codi aleatori a la trama resultant. L'addició d'aquest codi pretén garantir que les característiques de les dades siguin pràcticament aleatòries. L'aleatorietat s'obté realitzant una suma OR exclusiva entre la seqüència de dades i una seqüència obtinguda mitjançant un generador per registres de desplaçament. La seqüència aleatòria es reinicialitza cada 8 paquets de la trama de transport.

- (c) Addició d'un codi de detecció i correcció d'errors de Reed-Solomon. Aquest codi s'anomena codi extern i és comú en tots els estàndards del DVB. Introdueix 8 bytes redundants per cada paquet de 188 bytes.

- (d) Aplicació d'un entrellaçat convolucional (Fourney) l'objectiu del qual és dispersar les ràfegues d'errors del canal. D'aquesta manera, si es produeix una ràfega d'errors, deguda a una caiguda del canal, els errors afectaran a paquets diferents i, probablement, es podran eliminar utilitzant les propietats correctores dels codis intern i extern.

- (e) Inserció d'un segon codi protector d'errors. Aquest rep el nom de codi intern i és de naturalesa convolucional. El grau de redundància que introdueix aquest codi no està establert amb anterioritat i pot configurar-lo el proveïdor del servei per adaptar-se a les característiques del sistema que es vulgui utilitzar (potència de transmissió, mida de les antenes transmissores i receptores, taxa de dades disponible, etc.).

- (f) Modulació de la portadora mitjançant QPSK (Quadrature Phase Shift Keying).

En el receptor s'han de realitzar les operacions inverses per tenir accés a la trama de transport que suporta la informació dels programes de televisió en format MPEG-2. L'estàndard DVB-S proporciona flexibilitat suficient perquè l'operador del servei pugui decidir el contingut dels programes de televisió que proporciona. Per tant, és possible que es transmetin senyals amb definició millorada, d'alta definició o de definició convencional (ML@MP). En funció de les característiques de l'enllaç pot seleccionar-se el codi de protecció d'errors intern. Per transmissions amb una amplada de banda de 36MHz és habitual utilitzar codis interns 3/4 (3 bits de dades, 1 de redundància), amb la qual cosa s'aconsegueixen taxes de transmissió de dades d'uns 39Mbps.